# The Boston Globe
The Boston Globe — найбільша газета у Бостоні (штат Массачусетс), основний конкурент газети Boston Herald. The Boston Globe є лауреатом 22 Пулітцерівських премій. У 2008 році щоденний наклад газети впав із 382 503 до 350 605 примірників.
Газета заснована у 1872 році шістьма бостонськими бізнесменами на чолі з Ебеном Джордоном. Вони інвестували в це спільне підприємство 150 тисяч дол. Перший випуск газети «Бостон Глоуб» вийшов у світ 4 березня 1872 року і коштував 4 центи.
Протягом 100 років існування працювала як приватна компанія. У 1973 р. перетворилася в публічну компанію і вийшла на біржу під назвою Affiliated Publications. З 1993 року компанія належить The New York Times Company. Зараз The Boston Globe є філією цієї компанії.
Журналісти The Boston Globe відіграли велику роль у розкритті сексуального скандалу в Римо-католицькому костелі у 2001—2003 роках.